# Pavel Gustavovič Timan
Pavel Gustavovič Timan, in russo Павел Густавович Тиман? (Jur'ev, 26 agosto 1881 – ...), è stato un produttore cinematografico russo.
Fu uno dei pionieri del cinema russo antecedente la Rivoluzione.

## Biografia
Pavel Timan nacque nel 1881 presso Tartu, in Estonia, allora parte dell'Impero russo, in una famiglia di origine tedesca che gli diede un'ottima educazione. Nel corso di un viaggio in Francia nel 1902, si interessò alla nuova arte che stava nascendo, il cinema. Per due anni, lavorò alla Gaumont a Parigi. Di ritorno in Russia nel 1904, fu incaricato dalla casa francese di aprire una filiale a Mosca. Dal 1907, ebbe l'idea di girare dei film di attualità e di cronaca in maniera regolare, diventando un pioniere del cine-attualità. Un'altra delle sue idee fu quella di creare una rivista dedicata al cinema: Cine-Foto fu pubblicato da Lourié in Russia dal 1907 fino al 1918, una rivista che usciva a cadenza mensile, per poi diventare bimensile.
Nel 1909, diede le dimissioni dalla Gaumont per poter aprire la sua casa di produzione, la Compagnia Thiemann & Reinhardt & Ossipoff che, all'inizio, distribuiva film, soprattutto francesi o tedeschi, per poi cominciare a produrre i propri film. Nel 1909, la prima pellicola dalla compagnia fu un film storico, Smert' Ioanna Groznogo di Vasilij Gončarov. Questi primi film della nuova casa di produzione russa incontrarono un successo limitato, anche se portarono un attivo dal punto di vista finanziario.
Fu solo nel 1912, dopo aver comprato gli studi Pathé di Mosca e aver lanciato la sua serie di feuilleton, che Timan raggiunse la notorietà. Lavorò con registi di vaglia come Vladimir Gardin e Jakov Protazanov, arrivando a mettere sotto contratto per alcuni film anche degli attori della compagnia teatrale di Mosca, cosa mai successa prima di allora. All'inizio della Grande Guerra, poiché era di origine tedesca, fu espulso dal Governatorato di Ufa.
Alcuni suoi collaboratori furono arruolati nell'armata imperiale. Protazanov passò a collaborare con altre compagnie concorrenti, come quella di Josif Ermol'ev. Dopo la rivoluzione di febbraio, Timan ritornò in maggio a Mosca ma nella primavera del 1918 emigrò in Germania. Cercò di girare dei film in Italia insieme ad alcuni emigrati russi, poi si trasferì a Parigi nel 1920. Là ritrovò gran parte dei suoi vecchi amici, attori e collaboratori. Ma non riuscì più a rilanciare la propria carriera e i suoi ultimi anni li passò nell'anonimato.

## Filmografia

### Produttore
- 1909 Drama v Moskve di Vasili Goncharov
- 1909 Bakchisarayskiy fontan di Yakov Protazanov
- 1909 Smert Ioanna Groznogo di Vasili Goncharov
- 1911 Il prigioniero del Caucaso (Kavkazskij plennik) di Giovanni Vitrotti
- 1911 Il demone (Demon) di Giovanni Vitrotti
- 1911 La canzone del forzato (Pesnya katorzhanina) di Yakov Protazanov
- 1911 Kashirskaya starina di Vladimir Krivtsov
- 1912 Anfisa di Yakov Protazanov
- 1912 Ukhod velikogo startsa di Yakov Protazanov, Elizaveta Thiman
- 1913 Razbitaya vaza di Yakov Protazanov
- 1913 Noktyurn Chopyena di Yakov Protazanov
- 1913 Klyuchi schastiya di Vladimir Gardin, Yakov Protazanov
- 1913 Sny mimoletnye, sny bezzabotnye snyatsya lish raz di Alexandre Volkoff
- 1914 Anna Karenina di Vladimir Gardin
- 1914 Kreitserova sonata di Vladimir Gardin
- 1915 Portret Doryana Greya di Vsevolod Meyerhold, Mikhail Doronin
- 1915 Dvoryanskoe gnezdo di Vladimir Gardin
- 1917 Venchal ikh satana di Vyacheslav Viskovsky
- 1917 Silnyi chelovek di Vsevolod Meyerhold
- 1923 Pour une nuit d'amour di Yakov Protazanov